# Lett River
Der Lett River ist ein Fluss im Osten des australischen Bundesstaates New South Wales.

## Verlauf
Er entspringt südöstlich des Wollemi-Nationalparks bei Bell und fließt nach Südwesten, wo er bei Glenroy in den Coxs River mündet.
Die Kleinstädte Hartley Vale und Hartley am Great Western Highway liegen im Tal am südlichen Flussufer.